# Третчиков Володимир
Третчиков Володимир (англ. Vladimir Tretchikoff) — південноафриканський художник російського походження.

## Біографія
Володимир Третчиков народився в місті Петропавловськ (тепер Казахстан) в 1913 році. Під час революції 1917 року родина мусила втікати й оселилася у Китаї в місті Харбін. Ще школярем хлопець влаштувався художником-декоратором у театрі. Першим комерційним замовленням став портрет Леніна та Сунь Ятсена для офісу китайської залізниці. Після переїзду в Шанхай працює карикатуристом у «Shanghai Times». Жив у Сінгапурі, був ув'язнений під час японської окупації.
Після Другої світової війни переїхав до Південної Африки. Вважається одним із найвідоміших митців ПАР.

## Творчість
Найвідоміша картина художника «Китаянка», інша назва «Зелена леді», була написана ним у 1951 році. Він зображає жінку з синьо-зеленкуватим відтінком шкіри. Цей портрет вважають одним із найважливіших образів попкультури. Моделлю була 17-річна Моніка Сінг-Лі, яка працювала в пральні в дядька Володимира в Кейптауні. Нині «Китаянка» стала найдорожчою картиною Третчикова. Її продали за 1,5 мільйона доларів у 2013 році.
«Вмираючий лебідь», «Троянда, що плаче» — інші його відомі твори.
Стиль митця відносять до кітчу, проте сам Третчиков із цим не погоджувався і стверджував, що він є серйозним художником.